# 基爾伯恩站
基爾伯恩站（英語：Kilburn tube station）是一個位於基爾伯恩西北邊的倫敦地鐵高架車站。此站位於銀禧線上，位於倫敦軌道運輸第2收費區，大都會線的列車經過此站，但不停車。

本站最初屬於大都會鐵路威爾斯登綠地延伸段，並隨著該段於 1879 年通車而啟用。穿過車站的雙軌線路在 1910 年代四軌化。 1933 年，倫敦客運委員會成立後，通過本站的大都會線服務被轉移到貝克盧線的史丹摩支線，並進行了大規模重建。該支線於 1979 年再次轉移至銀禧線。本站保留了 1930 年代的車站建築，並於 2005 年進行了翻新。現在本站可供輪椅通行，並有頻繁的地鐵服務前往倫敦市中心。

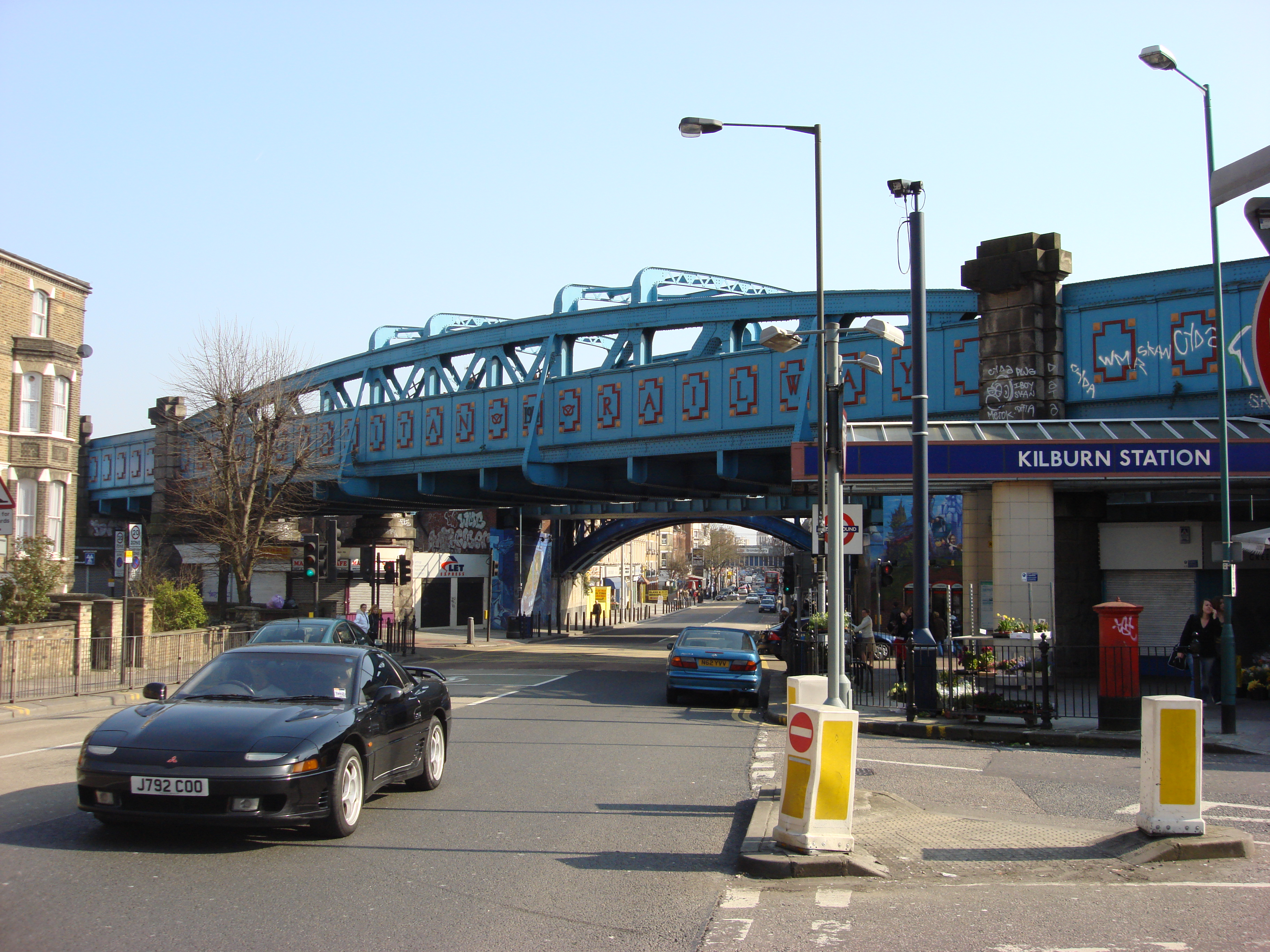
本站的高架橋上設有大都會鐵路（"Metropolitan Railway"）的拼寫

## 位置
本站位於基爾伯恩高路上，該路連接了本站和鄰近的布朗德斯伯里站和基爾伯恩高路站。該兩站分別屬於倫敦地上鐵北倫敦線及沃特福德直流電鐵線的車站。

## 歷史
大都會鐵路公司開通了一條從貝克街到瑞士屋的獨立線路，稱為大都會和聖約翰伍德鐵路。 由於乘客人數少，鐵路公司考慮進一步延長該鐵路以提供進入倫敦市中心的新路線選擇。 1874 年鐵路公司獲准將線路經基爾伯恩延伸至哈羅。
威爾斯登綠地延伸段於 1879 年 11 月 24 日開放，位於該段的本站亦隨之啟用，初時車站名稱為'基爾本和布朗德斯伯里站。隨著交通量的增加，從芬奇利路到哈羅（現稱山上哈羅）將四軌化。 1913 年，芬奇利路和本站之間開始了四軌化運營，1915 年四軌路段延伸至溫布利公園。 這造成了芬奇利路和貝克街之間的瓶頸。
1933 年 7 月 1 日，大都會鐵路公司與其他地下鐵路、有軌電車公司和公共汽車運營商合併組成倫敦客運委員會，大都會鐵路成為倫敦交通的大都會線。 由於芬奇利路和貝克街之間的瓶頸，貝克盧線將延伸至芬奇利路和史丹摩，以緩解大都會線的擁堵。 延長線還將接管中間站，包括本站。 施工始於 1936 年，本站於 1939 年 11 月 20 日成為貝克盧線史丹摩支線的一部分， 那時本站進行了大規模重建。 大都會線列車於 1940 年 12 月 7 日起停止停靠本站，服務完全轉移到貝克盧線。   該站於 1950 年 9 月 25 日更名為現名。 
在第二次世界大戰期間以及整個 1950 年代和 1960 年代初期，倫敦交通曾考慮興建通過倫敦市中心連接倫敦西北和東南部的各種路線。 維多利亞線被優先考慮，直到該線開始建設後，倫敦交通才開始對新線進行詳細規劃。 它計劃沿弗利特街東西方向行駛，並被命名為弗利特線。 由於缺乏資金，國會於 1969 年 7 月僅批准了擬建線路的第一階段，即從貝克街到查令十字街。興建該段的資金源自大倫敦議會和中央政府，出資比例為1:3。 建設工程始於 1972 年。 1977年，為了紀念那一年的女王銀禧，大倫敦議會決定該線更名為銀禧線。 列車於1978年8月開始試運行，銀禧線於次年5月1日開通。 該線路於前一天由查爾斯王子正式開通，從綠園到查令十字的火車之旅開始。 這取代了貝克盧線的史丹摩支線，初始部分在史丹摩和查令十字之間運營。

## 列車服務

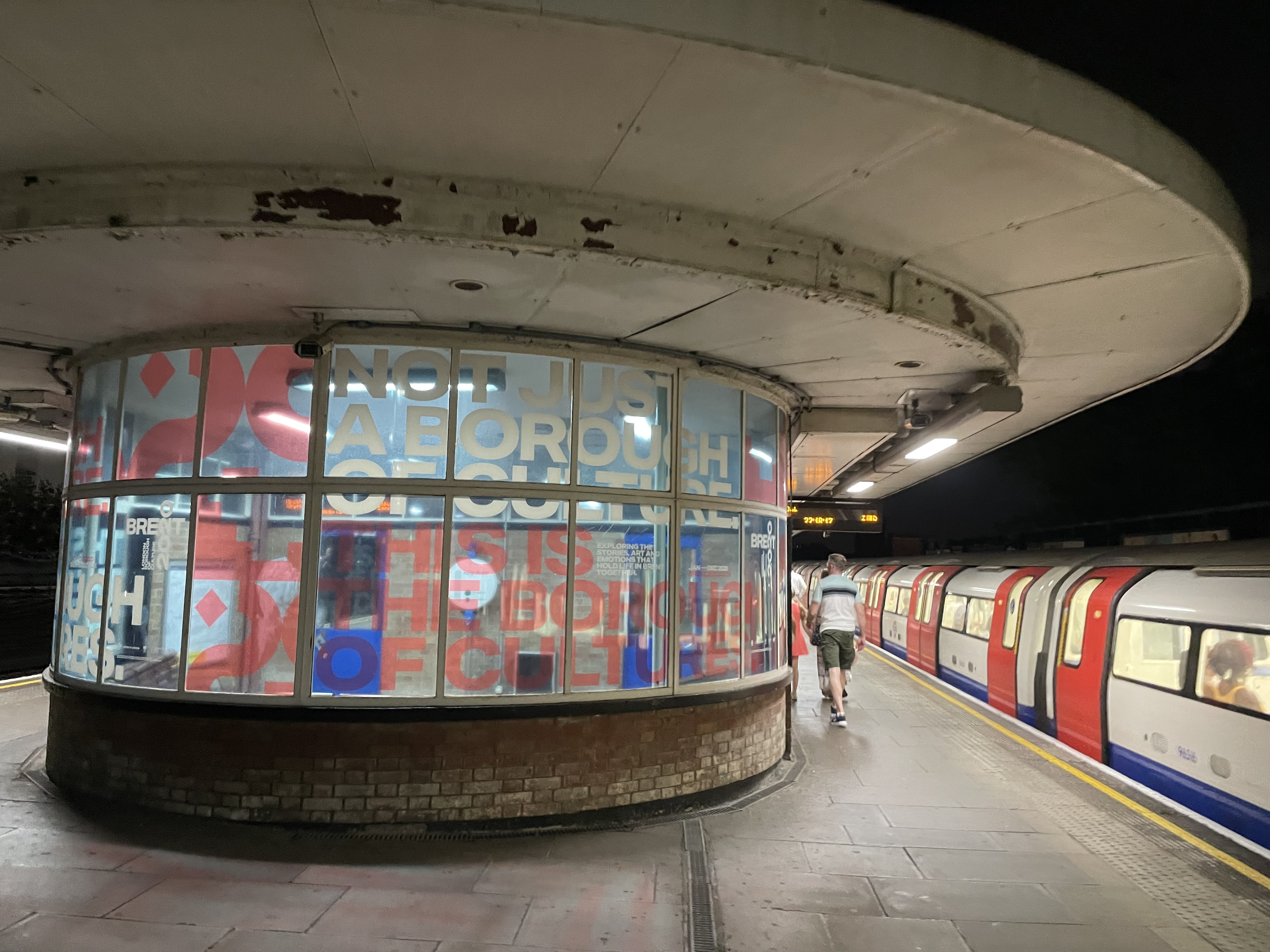
基爾伯恩站晚上時向東望向西行月台

於平日非繁忙時間，銀禧線在本站的班次（每小時）：
- 24班 東行 往斯特拉福德
- 16班 西行 往史丹摩
- 4班 西行 往威爾斯登綠地
- 4班 西行 往溫布利公園

## 聯外交通
倫敦公車16、32、189、316、332、632和通宵路線N16有經過此站。
倫敦交通局為本站和布朗德斯伯里站設立了出站轉乘機制，如乘客以蠔卡或其他非接觸式支付方式支付車資，並於指定時間內於兩站間完成轉乘，轉乘前後兩段旅程的車資將會合併計算。布朗德斯伯里站與本站間的步行距離約為160米。